# Marolles-lès-Saint-Calais

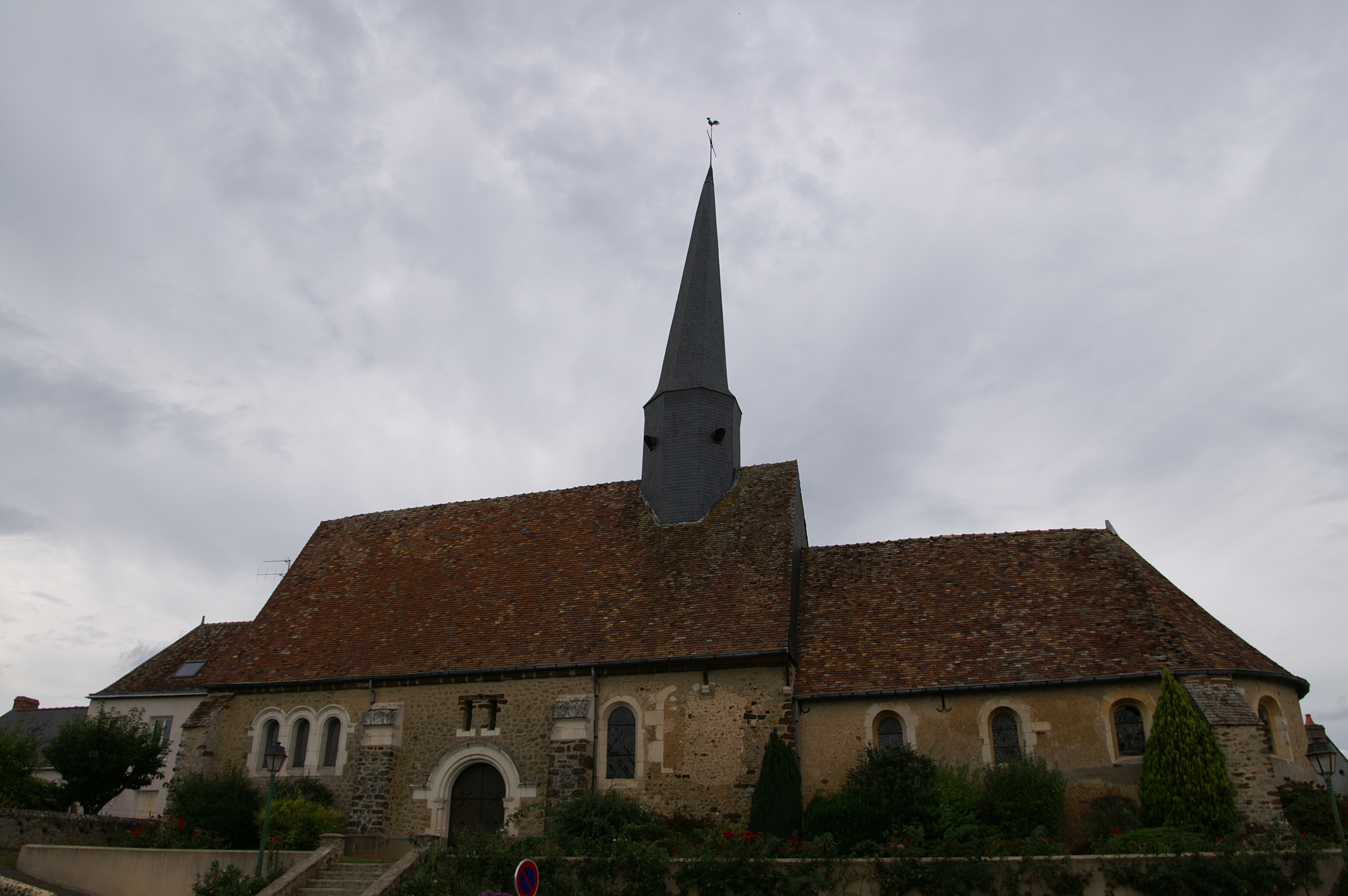
Kirche Saint-Jean in Marolles-lès-Saint-Calais.

Marolles-lès-Saint-Calais ist eine französische Gemeinde mit 287 Einwohnern (Stand: 1. Januar 2022) im Département Sarthe. Sie gehört zum Kanton Saint-Calais und zum Arrondissement Mamers. Die Bewohner nennen sich Marollois. 
Nachbargemeinden sind Rahay im Norden, Sargé-sur-Braye im Osten, Savigny-sur-Braye im Süden und Saint-Calais im Westen.

## Bevölkerungsentwicklung
| Jahr      | 1962 | 1968 | 1975 | 1982 | 1990 | 1999 | 2006 | 2015 |
| --------- | ---- | ---- | ---- | ---- | ---- | ---- | ---- | ---- |
| Einwohner | 307  | 246  | 227  | 243  | 300  | 248  | 267  | 278  |

## Sehenswürdigkeiten
- Château de la Croix
- Kirche Saint-Jean